# Andere Tijden Sport
Andere Tijden Sport is een Nederlands televisieprogramma op NPO 1. Het wordt gemaakt door de omroepen NOS en NTR en behandelt historische sportonderwerpen. Net als bij het programma Andere Tijden wordt er veelal met de betrokkenen teruggeblikt op een gebeurtenis van toen die verband houdt met het heden.
Het programma wordt vanuit het Olympisch Stadion in Amsterdam gepresenteerd door Tom Egbers. De regie wordt gedaan door Marcel Goedhart of Kees Jongkind en het onderzoek door Marnix Koolhaas. Het programma begon tot 2023 altijd met de stem van de voice-over (Godfried van Run) die het programma aankondigt met de woorden: "Voor Andere Tijden Sport over naar het Olympisch Stadion in Amsterdam". In 2023 werd Egbers vervangen door Dione de Graaff.

## Trivia
- Het satirische sportprogramma Makkelijk Scoren maakt regelmatig een parodie op Andere Tijden Sport, Totaal Andere Tijden Sport genaamd. In deze parodieën wordt er teruggeblikt op een sportgebeurtenis die nooit heeft plaatsgevonden, zoals de Elfstedentocht van 2011 en de ontwikkeling van de videoscheidsrechter in de jaren tachtig. Aan deze parodieën werken regelmatig (oud-)sporters en andere mensen uit de sportwereld mee.